# میا گرین
ماریا آمالیا «میا» گرین (به سوئدی: Maria Amalia "Mia" Green، ۱۴ آوریل ۱۸۷۰ – ۲۴ ژوئن ۱۹۴۹) یک عکاس سوئدی بود که پارکی یادگاری در هاپاراندا دارد. او تاریخ را در آن منطقه، به ویژه در زمان جنگ جهانی اول، مستند کرد. او همچنین در انجمن محلی حق رأی و ایجاد خانه‌های سالمندان مشارکت داشت. وی مادربزرگ ماریکا گرین و مادر مادربزرگ اوا گرین بود.

## برای مطالعهٔ بیشتر
- میا گرین در Svenskt kvinnobiografiskt lexikon